# 張祥如
張祥如（1923年—1950年6月20日），小名張小夯，江蘇蘇州相城人，中華人民共和國政治人物。1923年生於吳縣湘城市西湖鄉（今陽澄湖鎮）河底村，10歲時過繼給姑母，後在私塾就讀三年，做過六年的木工學徒。1950年初參加村農會，同年3月擔任湘城鄉河底村副村長。1950年6月19日深夜於自家被土匪綁架，20日凌晨1時在聖堂村胡家塘西魚池岸遇害。死後被追認為革命烈士，遺骨1959年遷葬於吳縣烈士陵園。